# إبراهيم عيسى (لاعب كرة قدم بحريني)
إبراهيم عيسى (3 مارس 1979) لاعب كرة قدم بحريني يلعب حاليا لصالح نادي الدرجة الأولى المالكية البحريني في مركز المهاجم من 1997.